# Gettysburg (film)
A Gettysburg egy 1993-ban bemutatott monumentális amerikai történelmi film Ronald F. Maxwell rendezésében, az amerikai polgárháború gettysburgi csatájáról, mely 1863. július 1–3. között zajlott a pennsylvaniai Gettysburg város közelében.
 
A forgatókönyv Michael Shaara 1974-es történelmi regénye, a The Killer Angels alapján készült. 
A filmben a nagyszámú történelmi karaktert népes szereplőgárda alakítja. Klasszikus értelemben vett „főszereplőt” nehéz kiemelni közülük. A fontosabb történelmi személyeket Tom Berenger (James Longstreet konföderációs tábornok), Jeff Daniels (Joshua Lawrence Chamberlain unionista tábornok), Martin Sheen (Lee tábornok, konföderációs főparancsnok), Stephen Lang (George Pickett konföderációs tábornok) és Sam Elliott (John Buford unionista tábornok) formálja meg.
Forgatásakor még tévé-minisorozatnak tervezték a TNT televízió számára. A New Line Cinema filmstúdió limitált moziforgalmazási jogot kapott Ted Turnertől, mindkét vállalat tulajdonosától. A kétrészes mozifilm hosszát 271 percesre (4 óra és 31 percesre) rövidítették, így is ez lett az eddigi leghosszabb, amerikai gyártású mozifilm.
A film igen jó kritikákat kapott, de 12,7 millió dollárnyi bevétele elmaradt a 20 millió dolláros költségektől. Csak a későbbi világforgalmazás és a home-videó változat eladásai tették a filmet pénzügyileg is sikeressé. 2003-ban egy előzményfilmet forgattak hozzá Istenek és katonák címmel, melyet ugyancsak Ronald F. Maxwell rendezett- A Gettysburg  szereplőgárdájának nagyrésze ebben is megjelent. A The Last Full Measure címmel tervezett folytatás azonban csak terv maradt, nem készült el.

## Cselekmény
A filmet bevezető képsorok eredeti, 19. századi fekete-fehér fényképeken bemutatják a hadművelet valós szereplőit, majd áttűnésben az őket alakító színészeket is.

### Az első nap (1863. július 1.)
1863 június végén, a déli (konföderációs) hadsereg pennsylvaniai hadjárata során James Longstreet tábornok egyik felderítőjétől, Harrisontól megtudja, hogy az északiak (unionisták) Potomac hadserege déli irányból vonul ellenük. Longstreet azonnal értesíti Robert E. Lee tábornokot, a konföderációs hadsereg főparancsnokát. Miután Lee elveszítette a kapcsolatot saját lovasságával, úgy dönt, dél felé elkanyarodik, és három saját hadosztályát Gettysburg kisvárosnál összevonja.
John Buford tábornok, az unionista lovasság parancsnoka felismeri, hogy a konföderációs Észak-virginiai Hadsereg déli irányban vonul. Úgy dönt, csapataival állást foglal a Seminary Ridge és a McPherson’s Ridge dombhátakon, hogy a közeledő ellenséget a Gettysburgtől délre fekvő magaslatoktól távol tartsa.
Joshua Chamberlain ezredes, a maine-i 20. önkéntes gyalogezred parancsnoka elé 120 szolgálatmegtagadó katonát állítanak. Az ezredes hazafias beszédet intéz hozzájuk, melynek hatására a zendülők vállalják a szolgálatot és csatlakoznak az ezredhez.
A konföderációs hadsereg támadást intéz a McPherson’s Ridge dombvonulat ellen, ezzel megkezdődik a csata. Buford tábornok kitart védőállásaiban, de a támadók túlereje növekszik. Végül az uniósok visszavonulni kényszerülnek, de addigra mögöttük már felvonult az uniós erősítés, mely elfoglalja a Gettysburgtől délre fekvő dombokat.

### A második nap (1863. július 2.)
A maine-i 20. önkéntes gyalogezredet, megerősítve a 2. önkéntes mesterlövész ezred (Berdan-Sharpshooters) néhány lövészével, az utolsó pillanatban a Little Round Top nevű dombhátra rendelik, Gettysburgtől délre. Állásaik az unionista erők balszárnyának legszélét képezik. 
Chamberlain ezredes felismeri a hely kulcsfontosságát, és parancsot ad, hogy az állásokat a legvégsőkig tartani kell („Hold to the last”). 
Rövidesen megindul a konföderációsok támadása. A létszámfölényben lévő ellenség egymást követő rohamait Chamberlain emberei súlyos veszteségek árán sorra visszaverik.
Amikor a maine-i 20. ezred kifogy a lőszerből, Chamberlain szuronyrohamra vezeti embereit a támadók ellen. Az északiak ellentámadása váratlanul éri a kimerült délieket, és visszaszorítja őket. A Little Round Top dombot sikeresen megtartották. A védők tehermentesítésére rövidesen beérkezik az unionista erősítés.

### A harmadik nap (1863. július 3.)
Miután az előző napon mindkét unionista szárny visszaverte a déliek támadását, Lee tábornok, a konföderációs főparancsnok úgy dönt, frontális támadást indít az ellenséges közép ellen. Longstreet tábornokot arra utasítja, hogy három hadosztályt vezessen támadásba a Cemetery Ridge nevű dombvonulat ellen. Longstreet őrültségnek tartja a tervet, de engedelmeskedik.
Chamberlain főhadnagy, aki bátyja, Chamberlain ezredes keze alatt szolgál, hírt visz bátyjának egy közös jóbarátjuk, Kilrain őrmester elestéről. Ugyanebben a pillanatban indul meg a konföderációs tüzérségi előkészítés, százhúsz ágyú okádja a tüzet a Cemetery Ridge dombvonulaton fekvő unionista állásokra. Chamberlain fedezéket keresve látja, hogy Hancock tábornok, hadtestparancsnok teljes lelki nyugalommal lovagol a golyózáporon keresztül és parancsokat oszt a védőknek, mondván, „vannak idők, amikor a hadtestparancsnok élete sem számít.” A konföderációs Észak-virginiai Hadsereg 15 000 katonája vonul támadásra rendezett, sűrű sorokban a Cemetery Ridge előtti mezőkön. Gyilkos harc alakul ki, a védekező északiak sortüzeiben a déliek támadása végül összeomlik. Armistead konföderációs tábornok személyesen vezeti katonáit, az Armistead-dandár egyedüliként áttör és eléri Hancock tábornok védősáncait. Armistead halálosan megsebesül, a három hadosztály parancsnokainak és katonáinak nagy része is elesik vagy megsebesül. Lee tábornok utasítja Pickett tábornokot, hogy a támadásban szétszóródott hadosztályát gyűjtse össze és szervezze meg a védekezést. Pickett megtörten válaszol: „Lee tábornok úr: nincs hadosztályom.” Lee ekkor érti meg, hogy milyen súlyos hibát vétett, amikor támadást vezényelt az unionista közép nagy erőkkel védett állásai ellen. A Cemetery Ridge dombvonulat ellen indított  katasztrofális konföderációs támadás kudarcával az ütközet gyakorlatilag eldőlt. Lee tábornok beszédet intéz katonáihoz, melyben magára vállalja a döntés teljes felelősségét (Minden az én hibámból történt), majd elrendeli a visszavonulást Virginia felé.

## Szereposztás
| Szerep                                                           | Színész                   | Magyar hangja (1. szinkron, 1996) |
| ---------------------------------------------------------------- | ------------------------- | --------------------------------- |
| Konföderációsok (déliek, „szürkék”)                              |                           |                                   |
| Robert E. Lee tábornok, főparancsnok                             | Martin Sheen              | Szersén Gyula                     |
| James Longstreet tábornok, hadtestparancsnok                     | Tom Berenger              | Szokolay Ottó                     |
| Lewis A. Armistead dandártábornok                                | Richard Jordan            | Cs. Németh Lajos                  |
| James L. Kemper dandártábornok                                   | Royce D. Applegate        | Konrád Antal                      |
| John Bell Hood vezérőrnagy, hadosztályparancsnok                 | Patrick Gorman            | Varga T. József                   |
| George Pickett tábornok, hadosztályparancsnok                    | Stephen Lang              | Várkonyi András                   |
| Richard S. Ewell tábornok                                        | Timothy Scott             | Dobránszky Zoltán                 |
| Ambrose Powell Hill tábornok                                     | Patrick Falci             | (n. a.)                           |
| Richard B. Garnett tábornok                                      | Andrew Prine              | Rosta Sándor                      |
| Isaac R. Trimble tábornok                                        | W. Morgan Sheppard        | Gruber Hugó / Surányi Imre        |
| Walter H. Taylor őrnagy                                          | Bo Brinkman               | Lux Ádám                          |
| J.E.B. Stuart tábornok                                           | Joseph Fuqua              | Németh Gábor                      |
| E. Porter Alexander vezérőrnagy                                  | James Patrick Stuart      | Rékasi Károly                     |
| William Barksdale dandártábornok †                               | Charles Lester Kinsolving | Pataky Imre                       |
| Moxley Sorrel őrnagy                                             | Kieran Mulroney           | Kőszegi Ákos                      |
| Charles Marshall őrnagy, Lee szárnysegédje                       | Tim Ruddy                 | (n. a.)                           |
| Henry Heth tábornok, hadosztályparancsnok                        | Warren Burton             | Melis Gábor                       |
| J. Johnston Pettigrew dandártábornok, Heth helyettese            | George Lazenby            | Varga T. József                   |
| Jubal A. Early tábornok, hadosztályparancsnok                    | MacIntyre Dixon           | Surányi Imre                      |
| Robert E. Rodes tábornok, hadosztályparancsnok                   | Graham Winton             | Katona Zoltán                     |
| Thomas J. Goree százados                                         | Ivan Kane                 | Harmath Imre                      |
| Unionisták (északiak, „kékek”)                                   |                           |                                   |
| Joshua L. Chamberlain ezredes, ezredparancsnok                   | Jeff Daniels              | Vass Gábor                        |
| Thomas D. Chamberlain alezredes, Joshua öccse                    | C. Thomas Howell          | Selmeczi Roland                   |
| George G. Meade tábornok, a Potomac-hadsereg parancsnoka         | Richard Anderson          | Kun Vilmos                        |
| Strong Vincent dandártábornok                                    | Maxwell Caulfield         | Harmath Imre                      |
| Winfield S. Hancock tábornok, hadtestparancsnok                  | Brian Mallon              | Blaskó Péter                      |
| John F. Reynolds tábornok, a Potomac-hadsereg csoportparancsnoka | John Rothman              | Imre István                       |
| John Buford tábornok, dandártábornok                             | Sam Elliott               | Uri István                        |
| „Buster” Kilrain őrmester (fiktív személy)                       | Kevin Conway              | Harsányi Gábor                    |
| További szereplők                                                |                           |                                   |
| Arthur L. Fremantle brit alezredes, megfigyelő                   | James Lancaster           | Sinkovits-Vitay András            |
| Bucklin közlegény                                                | John Diehl                | Rosta Sándor                      |
| Henry T. Harrison                                                | Cooper Huckabee           | Mihályi Győző                     |
| Hawkins őrnagy                                                   | Alex Harvey               | Surányi Imre                      |
| Öreg őrmester                                                    | Frank McGurgan            | Melis Gábor                       |
| Narrátor (hangja)                                                | W. Morgan Sheppard        | Mohai Gábor                       |

## Megvalósítás
A film az amerikai földön vívott legvéresebb csatát mutatja be, ahol a három napon át tartó elkeseredett küzdelemben 5500 katona esett el, és további 38 500-an sebesültek meg. A film részletesen bemutatja a történelmi ütközet valóságosan lezajlott eseményeit. A külső felvételek java részét a csata eredeti helyszínén, a Gettysburgi Nemzeti Katonai Emlékparkban (Gettysburg National Military Park) forgatták.
A nagyszabású csatajelenetek mellett a film részletesen megmutatja a konföderációs hadsereg parancsnokló tisztjeinek vitáit és konfliktusait is (a fő parancsnokokat Martin Sheen és Tom Berenger alakítja). Armistead konföderációs tábornok sorsán keresztül érzékelteti, hogy a polgárháború milyen mélységesen megosztotta az Egyesült Államok népét: Armistead a csatamezőn ellenségként áll szemben legjobb barátjával, Winfield Hancock unionista tábornokkal. A haldokló tábornok kérésére személyes tárgyait Hancock veszi át, hogy személyesen vigye el Armistead özvegyének.
Más jelenetek rávilágítanak a hadseregek toborzási módjaira és szociális összetételére. Szóba kerül egy egység, melynek tagjai korábban megtagadták a szolgálatot, parancsnokuk mégis harcra tudta tüzelni őket. A beszélgetésekből kitűnik, hogy itt nem hivatásos katonák állnak egymással szemben, hanem „egyszerű amerikaiak”. Az önkéntes hadseregek katonái szabad polgároknak tekintik magukat, akik megszokták, hogy vezetőiket demokratikus szabályok szerint maguk választják.

## Elismerések, díjak
| Év   | Díj                                   | Kategória                    | Díjazott                     | Eredmény      | Ref.   |
| 1993 | Chicago Film Critics Association díja | Legjobb férfi mellékszereplő | Jeff Daniels                 | Jelölés       | [ 10 ] |
| 1994 | Stinkers Bad Movie díja               | Legrosszabb film             | Forgalmazó (New Line Cinema) | Elmarasztalás | [ 11 ] |
| 1994 | Stinkers Bad Movie díja               | Legrosszabb álszakáll        | Forgalmazó (New Line Cinema) | Elnyerte      | [ 11 ] |

## Kapcsolódó filmek és tervek
2003-ban bemutatták az Istenek és katonák (Gods and Generals) című filmet, mely a Gettysburgi csatát meglőző időszakot mutatja be. Ennek cselekménye Jeff Sharának (Michael Shaara fiának) azonos című, 1996-os regényén alapul. A filmet Ronald F. Maxwell rendezte, aki a forgatókönyv írásában is részt vett. Az Istenek és katonákban a Gettsyburg-film több szereplője is visszatér, köztük Jeff Daniels (Joshua L. Chamberlain szerepében), Kevin Conway, mint Buster Kilrain és C. Thomas Howell, mint Thomas Chamberlain. Stephen Lang, aki a Gettysburgben George Pickettet alakította, itt Stonewall Jacksonként jelenik meg, miután a szerepre eredetileg kinézett Russell Crowe visszalépett. Billy Campbell, aki a Gettysburgben Andrew Lewis Pitzert alakította, itt Pickett szerepét vitte, Stephen Lang helyére lépve. Robert E. Lee tábornok szerepét Martin Sheentől Robert Duvall vette át.
Az Istenek és katonákat a kritika lehúzta, és a film a mozikban sem lett sikeres. Veszteséges üzletnek bizonyult, 56 millió dolláros költségéből csak 12,8 millió dollár bevétel térült meg.
A tervezett film-trilógia harmadik darabja, a The Last Full Measure, melyet a Gettysburg folytatásának szántak, és a polgárháború lezárásának időszakát mutatta volna be, nem valósult meg, csak terv maradt.

## További információ
- Gettysburg a PORT.hu-n (magyarul)
- Gettysburg az Internetes Szinkronadatbázisban (magyarul)
- Gettysburg az Internet Movie Database-ben (angolul)
- Gettysburg a Rotten Tomatoeson (angolul)
- Gettysburg a Box Office Mojón (angolul)
- Gettysburg (1993) (francia nyelven). AlloCiné.fr
- Gettysburg (1993) (német nyelven). Filmdienst.de
- Gettysburg (1993) (magyar nyelven). TMDB (The MovieWeb Adatbázis)
- Gettysburg (1993) (magyar nyelven). MAFAB.hu